# Aberdeeni repülőtér
Az Aberdeeni repülőtér (IATA: ABZ, ICAO: EGPD) Skócia egyik nemzetközi repülőtere, amely Aberdeen közelében található. Éves utasforgalma 1 959 883 fő (2022).

## Légitársaságok és úticélok
| Légitársaság          | Célállomások |
| --------------------- | --- |
| Aer Lingus Regional   | Dublin |
| Air France            | Párizs–Charles de Gaulle                                                                                              |
| BH Air                | Szezonális: Burgas |
| British Airways       | London–Heathrow |
| Danish Air Transport  | Szezonális: Esbjerg                                                                                                   |
| Eastern Airways       | Cardiff, Humberside, Newcastle, Southampton, Teesside, Wick                                                           |
| easyJet               | London–Luton, Manchester Szezonális: Genf                                                                             |
| KLM                   | Amszterdam |
| Loganair              | Belfast-City, Birmingham, Bristol, Esbjerg, Kirkwall, Manchester, Newcastle upon Tyne, Norwich, Southampton, Sumburgh |
| Ryanair               | Alicante Szezonális: Faro , Málaga                                                                                    |
| Scandinavian Airlines | Koppenhága, Oslo–Gardermoen, Stavanger                                                                                |
| TUI Airways           | Tenerife–South Szezonális: Corfu, Dalaman, Ibiza, Palma de Mallorca, Reus, Rhodes                                     |
| Widerøe               | Bergen, Stavanger |
| Wizz Air              | Gdańsk |

## Futópályák
A repülőtér futópályái:
- 16/34 (1953 m, 46 m, aszfalt)
- 36 (260 m, 23 m, aszfalt)
- 05/23 (476 m, 46 m, aszfalt)
- 14/32 (581 m, 36 m, aszfalt)

## Forgalom
Az utasforgalom az elmúlt években az alábbi módon változott:
| Utasok száma | 49 261 | 97 606 | 644 813 | 1 558 813 | 1 528 746 | 2 178 702 | 2 549 333 | 3 290 236 | 3 469 525 | 1 959 883 |
|              | 1961   | 1968   | 1975    | 1981      | 1988      | 1995      | 2002      | 2008      | 2015      | 2022      |